# Sabrina Setlur
Sabrina Setlur (nacida 10 de enero de 1974), anteriormente conocida como Schwester Sxxx., es una cantante de rap, compositora, y ocasional actriz alemana. Su estreno se dio en 1995 bajo la dirección de 3p Records executive y el mentor Moses Pelham, que produjeron su sencillo debut Ja Klar. Siguiendo con su seudónimo y un sencillo número uno, Du Liebst Mich Nicht, en 1997, una serie de temas suyos estableció su posición como la cantante femenina de rap más conocida y con ventas más altas hasta el momento en Alemania.
Setlur es el único artista hasta el momento en tener ganados tres Premios ECHO de Mejor Artista Nacional Femenino. Según varias fuentes, ella ha vendido más de dos millones de álbumes y sencillos en el interior del país.

## Biografía
Setlur es la mayor de dos hermanas, nacida del matrimonio entre Krishnan Setlur, un banquero de la etnia kannadiga, y su esposa Theresa, una malayalee enfermera de linaje indio, en Fráncfort del Meno, Hesse. Ella y su hermana cuatro años menor, Yvonne, principalmente se criaron y se arraigaron en el municipio de Bad Soden am Taunus.
Hacia el año 2000, después de ganar su tercer premio ECHO, Sabrina apareció en los titulares de la prensa cuando los paparazzi revelaron su relación con el extenista Boris Becker.
Es conocida entre otras cosas por haber realizado diferentes temas con el artista Xavier Naidoo. Su sencillo Liebe, una colaboración con Glashaus y la cantante alemana Franziska lo usó para competir por representar a su país en el Festival de la Canción de Eurovisión 2004 en Estambul.
Sabrina Setlur tras un tiempo un tanto al margen del panorama música reapareció con su quinto álbum de estudio Rot que fue publicado el 24 de agosto de 2007.

## Discografía

### Álbumes
| Año  | Título                                   | Chart-Posiciones | Chart-Posiciones | Chart-Posiciones | Chart-Posiciones |
| Año  | Título                                   | ALE              | AUS              | SUI              |                  |
| ---- | ---------------------------------------- | ---------------- | ---------------- | ---------------- | ---------------- |
| 1995 | S Ist Soweit                             | 11               | -                | -                |                  |
| 1997 | Die Neue S-Klasse                        | 10               | 19               | 19               |                  |
| 1999 | Aus der Sicht Und Mit Den Worten Von ... | 3                | 29               | 26               |                  |
| 2003 | Sabs                                     | 11               | 65               | 74               |                  |
| 2005 | 10 Jahre (Best of 1995 to 2004)          | 61               | -                | -                |                  |
| 2007 | Rot                                      | 32               | -                | 100              |                  |

### Sencillos
| Año  | Título                                                    | Posición de Chart | Posición de Chart | Album                                        |
| Año  | Título                                                    | ALE               | SUI               | Album                                        |
| ---- | --------------------------------------------------------- | ----------------- | ----------------- | -------------------------------------------- |
| 1995 | "Hier Kommt Die Schwester/Pass Auf"                       | -                 | -                 | S Ist Soweit                                 |
| 1995 | "Ja Klar" (colaborando Rödelheim Hartreim Projekt)        | 14                |                   | S Ist Soweit                                 |
| 1997 | "Du Liebst Mich Nicht"                                    | 1                 | 3                 | Die Neue S-Klasse                            |
| 1997 | "Glaubst Du Mir?"                                         | 17                | 31                | Die Neue S-Klasse                            |
| 1997 | "Nur Mir"                                                 | 27                | -                 | Die Neue S-Klasse                            |
| 1997 | "Freisein" (introducción Xavier Naidoo)                   | 23                | -                 | Die Neue S-Klasse / Nicht von dieser Welt    |
| 1998 | "Licence 2 Kill" (con 3p label mates)                     | 21                | -                 | 3p: Revolution / Evolution (released 2000)   |
| 1998 | "Folge Dem Stern" (colaborando Illmat!c & Bruda Sven)     | 99                | -                 | Die Neue S-Klasse                            |
| 1999 | "Bring My Family Back" (Faithless junto a Sabrina Setlur) | 48                | 39                | Sunday 8PM / Saturday 3AM                    |
| 1999 | "Ich Leb' Für Dich"                                       | 27                | -                 | Aus der Sicht Und Mit Den Worten Von ...     |
| 1999 | "Hija" (colaborando Cora E. & Brixx)                      | 35                | -                 | Aus der Sicht Und Mit Den Worten Von ...     |
| 2000 | "Letzte Bitte"                                            | 81                | -                 | Aus der Sicht Und Mit Den Worten Von ...     |
| 2000 | "Alles" (con Xavier Naidoo)                               | 16                | 86                | Anatomie (BSO)                               |
| 2001 | "Keine Ist"                                               | 54                | -                 | POP 2001 - Geschichte wird gemacht           |
| 2003 | "Ich Bin So"                                              | 23                | 89                | Sabs                                         |
| 2003 | "Liebe" (colaborando Glashaus & Franziska)                | 52                | -                 | Sabs                                         |
| 2004 | "Baby"                                                    | 22                | -                 | Sabs                                         |
| 2005 | "Mein Herz"                                               | 65                | -                 | Sabs / 10 Jahre Sabrina Setlur (compilation) |
| 2007 | "Lauta"                                                   | 25                | -                 | Rot                                          |
| 2007 | "I Think I Like It"                                       | 80                |                   | Rot                                          |

## Premios recibidos
- 1995 - Comet (VIVA): "Best Hip Hop Artist 1995"
- 1996 - Premio ECHO: "Best National Artist 1995"
- 1997 - Comet (VIVA): "Best National Act 1997"
- 1998 - Comet (VIVA): "Best National Video" for "Glaubst Du mir"
- 1998 - ECHO: "Best National Artist 1997"
- 1999 - Silver Otto: "Best Hip Hop Act"
- 1999 - RSH-Gold: "Best Teamwork" (junto a Xavier Naidoo)
- 2000 - Goldene Kamera: "Outstanding Achievements in German Pop Music"
- 2000 - Regenbogen Award: "Most Valuable Artist in Hip Hop"
- 2000 - ECHO: "Best National Artist"
- 2008 - German Multimedia Award por su website rot.fm (dando soporte a su quinto álbum de estudio Rot)